# Garelli Super-Mosquito/City-Bike

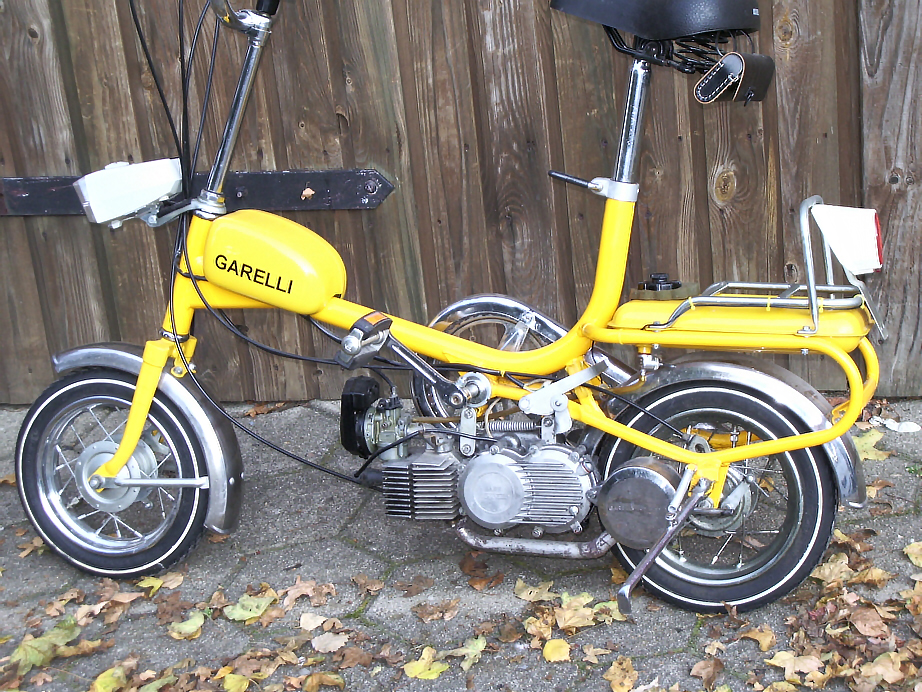
City-Bike mit Baby Mosquito-Motor

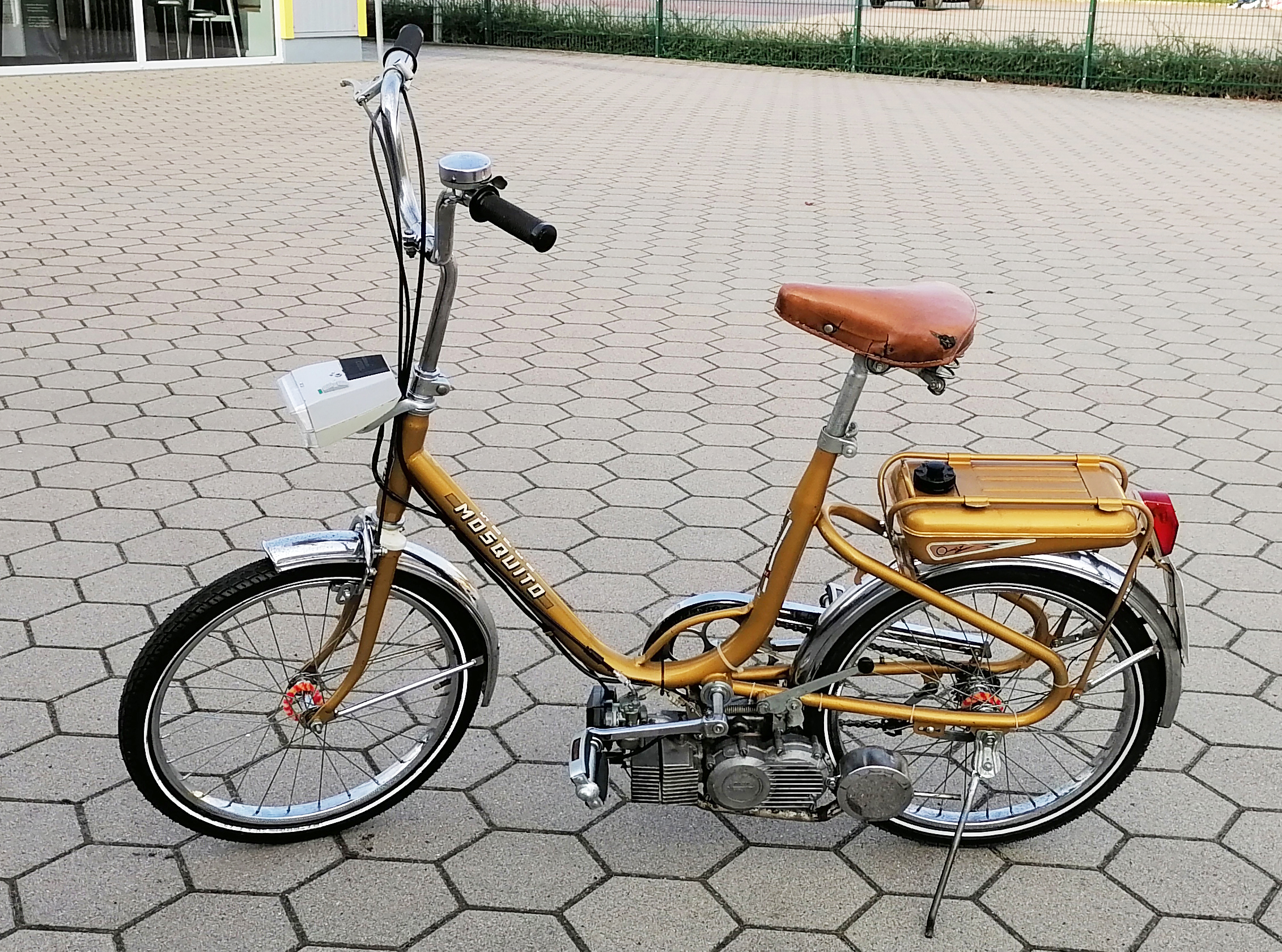
Super Mosquito mit Baby Mosquito-Motor

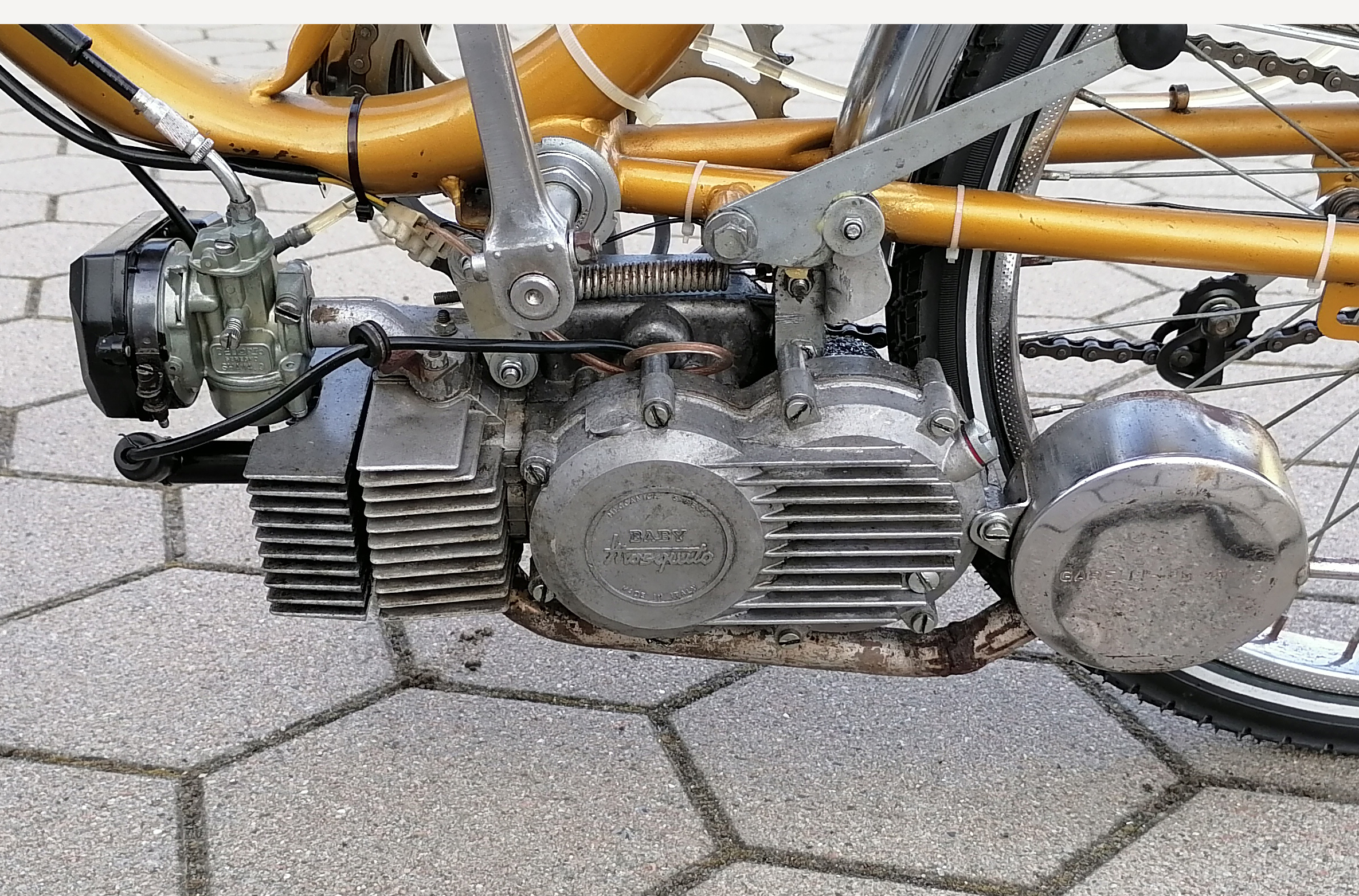
Motor mit Motoreinrückhebel und Anpressfeder

Das Super-Mosquito (Falt-Mofa) und das City-Bike (Miniped) sind  Mofas des italienischen Zweiradherstellers Garelli. Die Fahrzeuge wurden nur für den deutschen Markt hergestellt und über Neckermann vertrieben. Das Besondere an beiden Fahrzeugen ist der untergebaute Baby-Mosquito-Motor mit Reibrollenantrieb am Hinterrad.

## Allgemeinen
Das Super-Mosquito und das Schwestermodell, ein Klappfahrrad, Falt-Mofa genannt, sowie das City-Bike waren sehr beliebt bei Campern. Als Grund für diesen Erfolg gilt ihre Einfachheit, der geringe Kraftstoffverbrauch von etwa 1 Liter Normalbenzin-Zweitaktöl-Mischung auf 100 km, das geringe Gewicht von 24 kg bzw. 30 kg (City-Bike) und der Anschaffungspreis. Im Sommer 1968 betrug der Einführungspreis für die Garelli Mosquito 299,50 DM bzw. 349 DM für die Faltradversion. Die letzten Serienexemplare in Deutschland kosteten rund 400 DM, als Mofas deutscher Hersteller schon über 1300 DM kosteten.
Das Super-Mosquito und das Falt-Mofa waren praktisch ein Minifahrrad bzw. ein Faltrad mit 20-Zoll-Bereifung. Hingegen hatte das winzige, kuriose City-Bike, auch Miniped genannt, nur 12-Zoll-Reifen.
Obwohl beide Fahrzeuge im eigentlichen Sinn Fahrräder mit Hilfsmotor sind, leer weniger als 33 kg wiegen und nicht mehr als 50 cm³ Hubraum haben, werden sie verkehrsrechtlich als Mofa eingestuft. Eine Besonderheit ist, dass sie mit ausgekuppeltem Motor wie ein normales Fahrrad gefahren werden können, aber keine eigenständige Fahrradbeleuchtung mit Dynamo haben.

## Technik

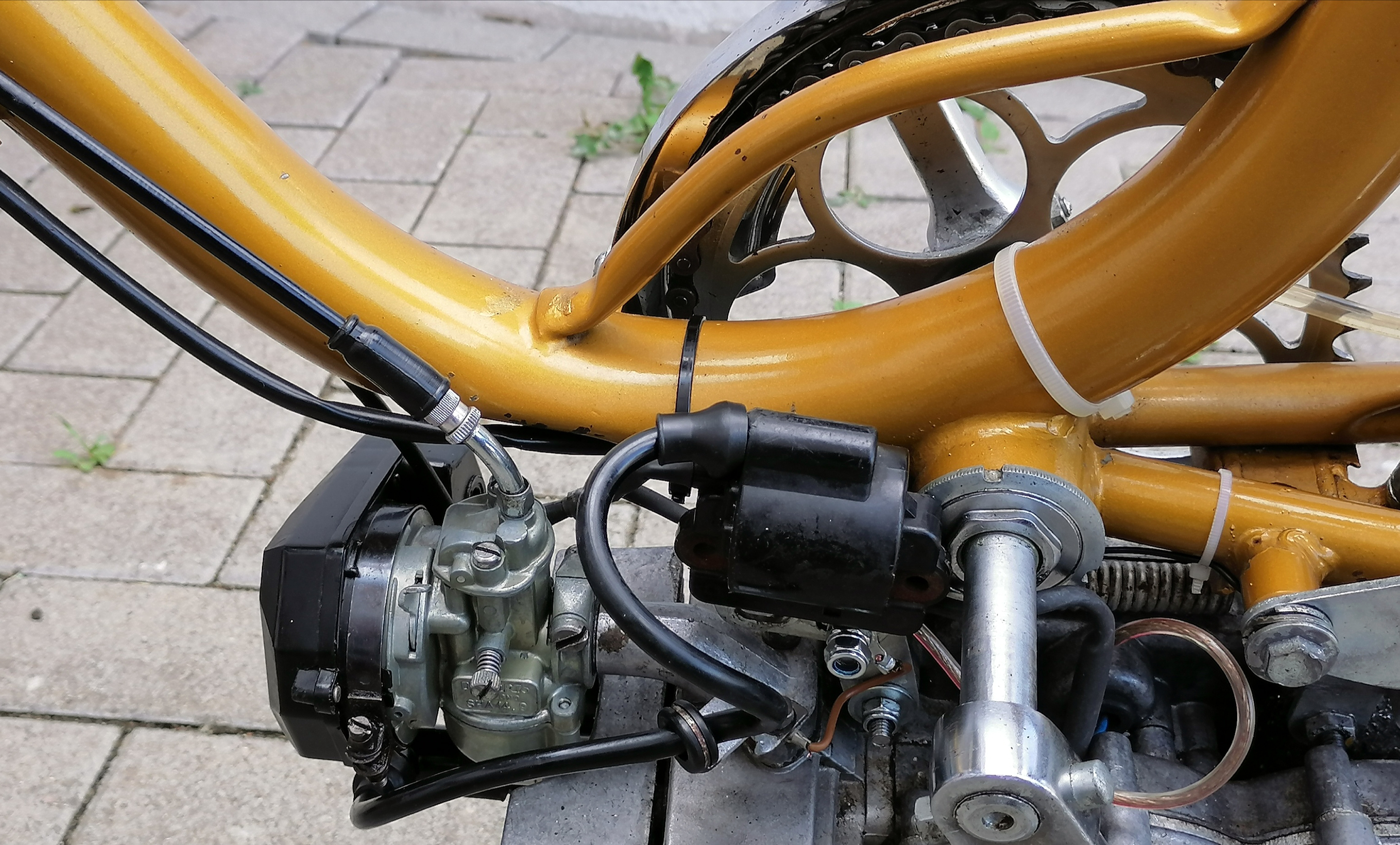
Die außenliegende Zündspule behebt die Zündprobleme durch Überhitzung

Bei allen Modellen wird das Hinterrad über eine Reibrolle angetrieben. Der Zweitaktmotor ist klappbar unter dem Tretlager befestigt, hat einen Hubraum von 34/35 cm³ und Gemischschmierung (früher 1 : 33, später dank moderner Öle 1 : 50). Ungedrosselt beträgt die Höchstgeschwindigkeit beider Modelle  ca. 30 bis maximal 35 km/h. Der Tankinhalt des Super-Mosquito beträgt ca. 2,8 Liter und reicht für etwa 300 km, der Tankinhalt des City-Bike beträgt ca. 2,25 Liter und reicht für etwa 250 km. Bei nasser Straße oder abgefahrener Hinterradbereifung kam es häufig zu Problemen mit der durchrutschenden Reibrolle, was die übertragene Kraft deutlich reduzierte.
Der Motor (Typ 387) leistet 0,65 PS bei 4700/min. Später wurde dieser Motor überarbeitet (Typ 388/389). Die Verdichtung stieg von 6,51 : 1 auf 7,15 : 1 und die Leistung auf 0,75 PS bei 5200/min. Beide Motorentypen leiden unter thermischen Probleme. Durch die kompakte Bauweise überhitzt oft die innenliegende Zündspule, was zur Folge hat, dass der Motor nach längerer Fahrzeit ausgeht und nicht mehr anspringt. Abhilfe schafft eine außenliegende Zündspule, die durch den Fahrtwind gekühlt wird.
Durch die 1955 neu entwickelte Centrimatic, eine Art automatische Fliehkraftkupplung, entfällt das Ein- und Auskuppeln. Durch Umlegen des Motoreinrückhebels wird der Motor mit der Reibrolle mit Federkraft an das Hinterrad gedrückt. Durch Treten der Pedale oder Anschieben werden die Fahrzeuge gestartet. Dabei muss der Dekompressionshebel am Lenker kurz betätigt werden, um den Anfahrwiderstand zu überwinden. Abgestellt wird der Motor ebenfalls durch den Dekompressionshebel oder einen Kurzschlusstaster unter dem Scheinwerfer.

## Ersatzteillage
Die Ersatzteillage für das Super-Mosquito ist weitgehend entspannt. Oft passen Teile vom 20 Zoll Mini-/Faltfahrrad, bzw. Bonanzarad (Chromfelgen). Der Tank, der oft durchrostet, ist über Online-Marktplätze aus dem Ausland noch erhältlich. Für das City-Bike ist die Ersatzteillage eher angespannt. Bis auf einige wenige Teile, wie Reifen, Sattel usw., ist so gut nichts mehr erhältlich. Speichen müssen mit Hilfe einer Z-Zange selbst gefertigt werden. Lenker und Felgen sind Sonderanfertigungen, die oft neu verchromt werden müssen. Motorteile wie die Reibrolle, Zünd- und Lichtspule sind ebenfalls kaum erhältlich. Die Motorrevision ist teilweise problematisch, da einige Schrauben und Muttern mit Fein- und Linksgewinde (Polrad) verwendet wurden. Wälzlager sind teilweise Sonderanfertigungen.
Zwischen 1968 und 1972 wurden etwa 3000 Falt-/Super-Mosquitos verkauft, vom Miniped zwischen 1971 und 1973 wesentlich weniger.
Alle Fahrzeuge sind mittlerweile Raritäten, die im guten bis sehr guten Zustand teils hohe Sammlerpreise erreichen.

Garelli Baby Mosquito Motor (Typ 387) 1968/1970
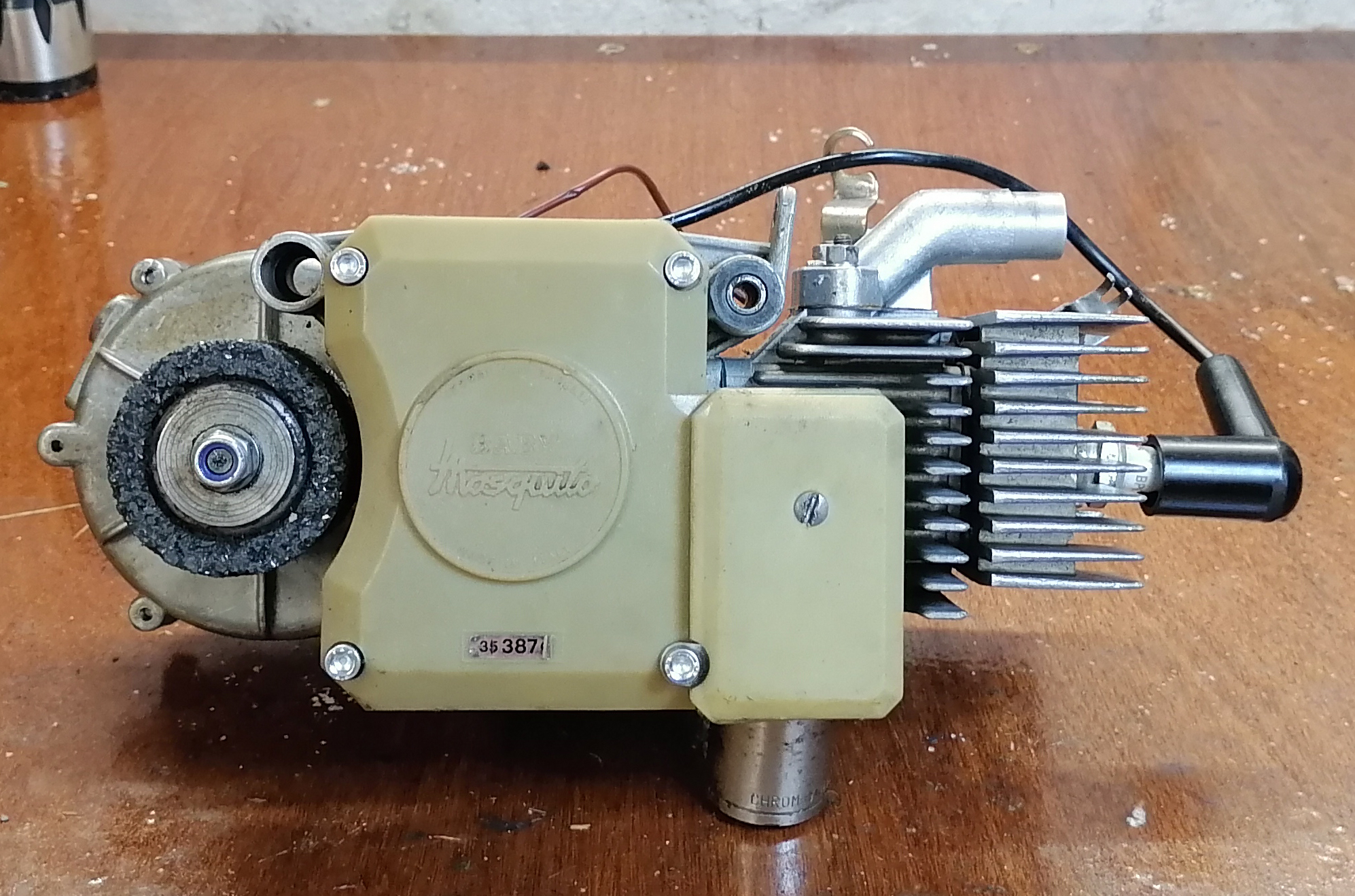
Antriebsseite mit Reibrolle und außenliegenden Unterbrecherkontakt (unter der kleinen Kunststoffabdeckung)
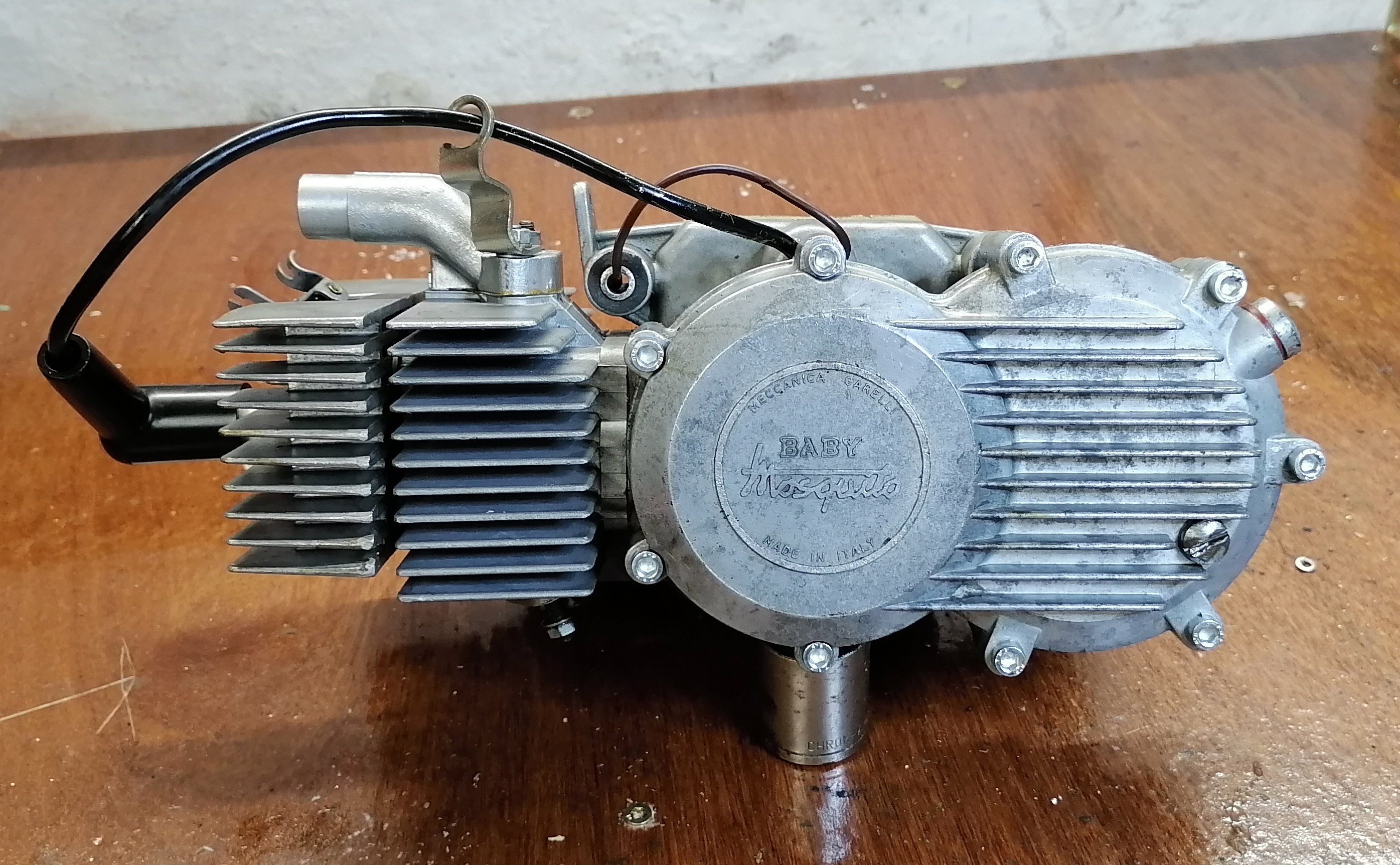
Kupplungsseite (die Centrimatic Kupplung befindet sich unter dem Motordeckel)
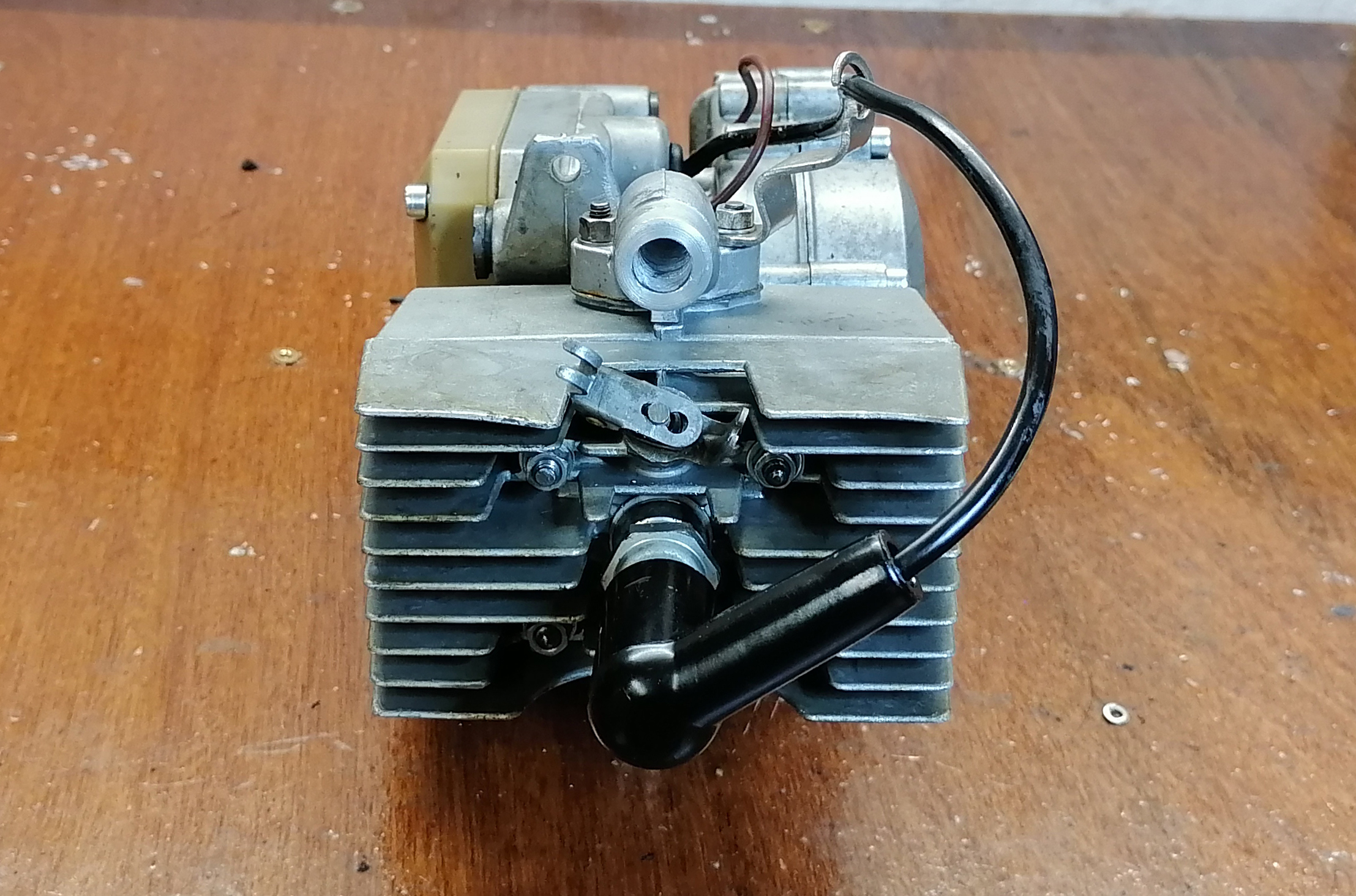
Frontansicht, das Dekompressionsventil (oben) erleichtert den Startvorgang
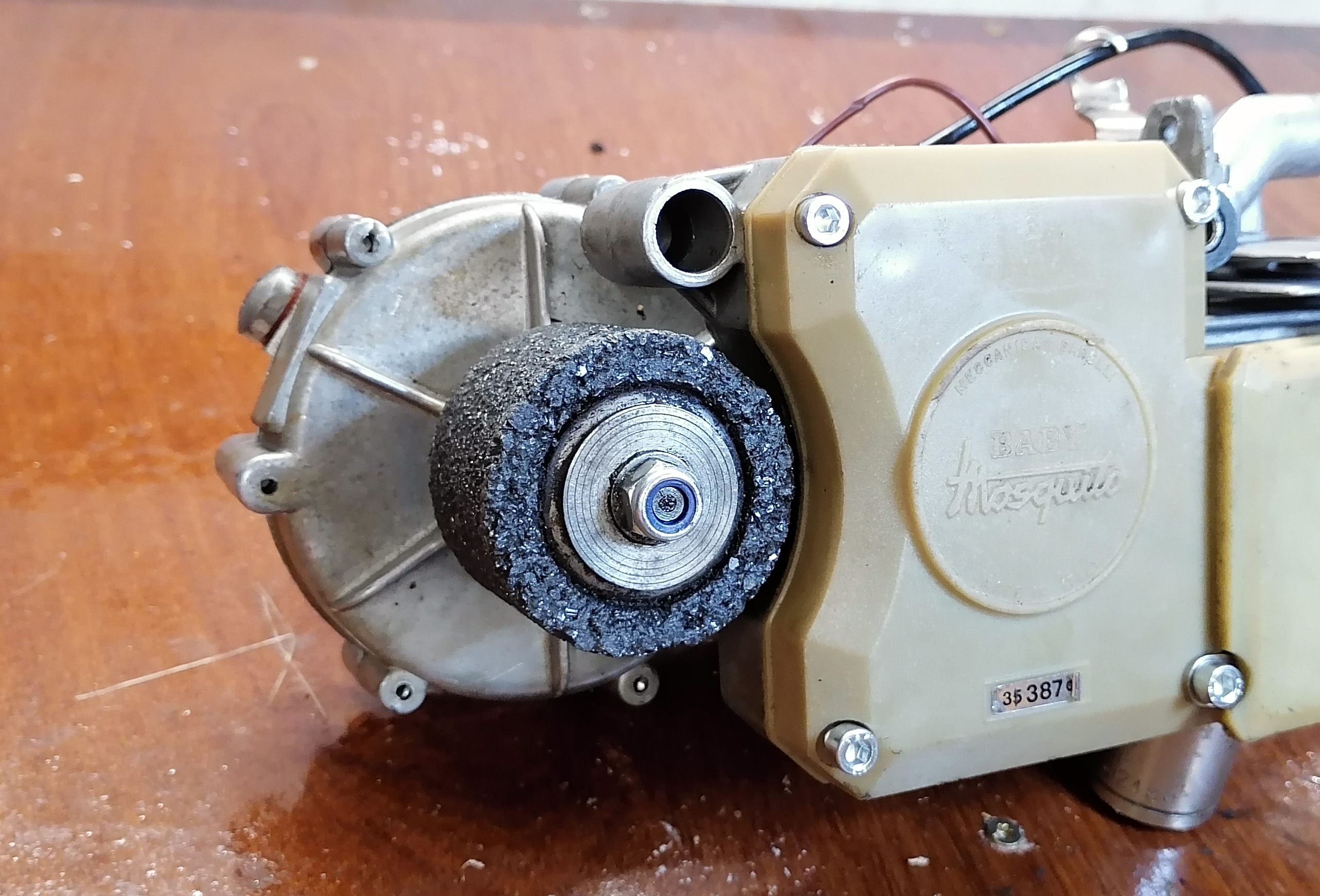
Die Reibrolle für den Antrieb am Hinterrad
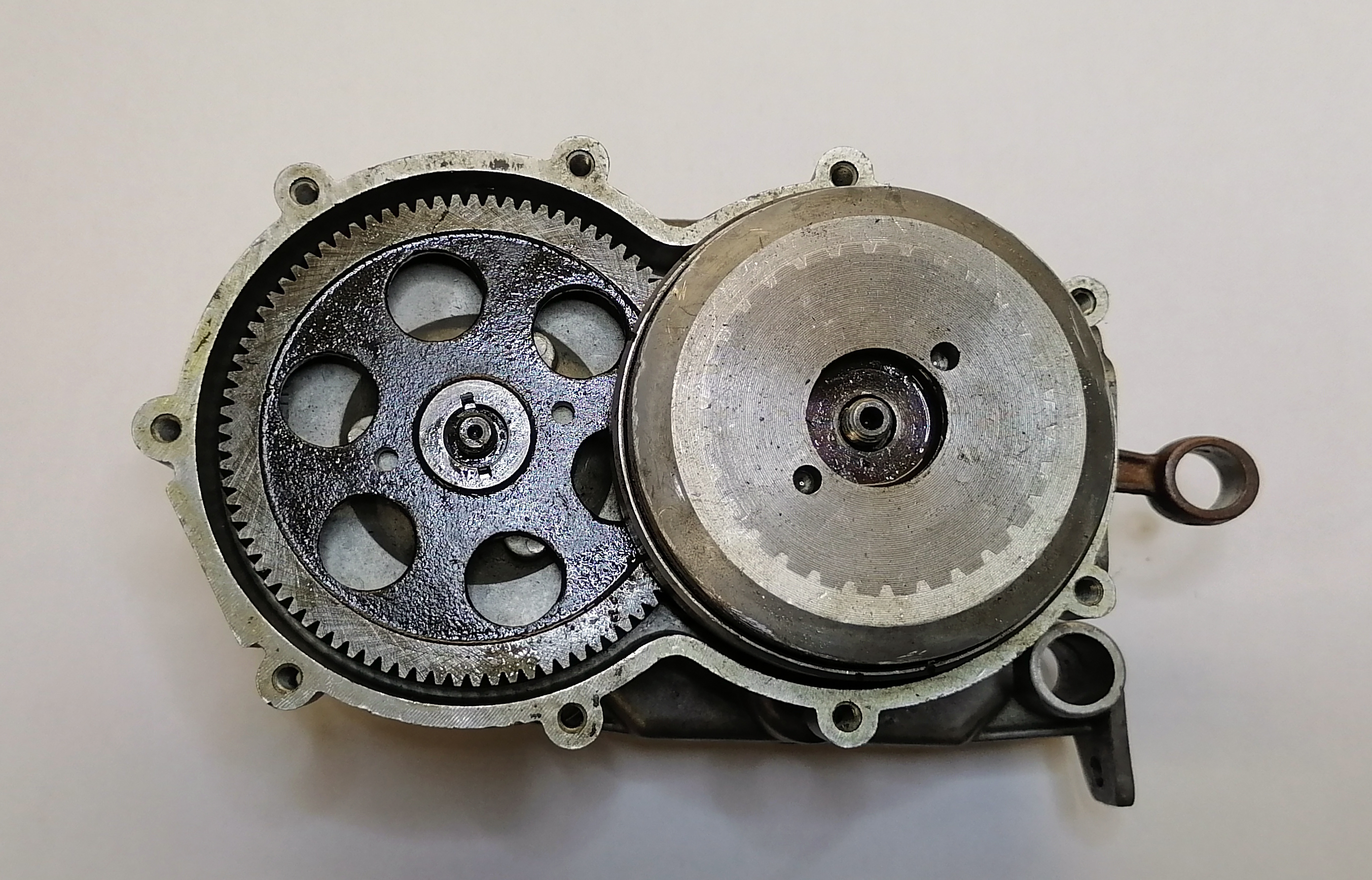
Die Centrimatic Kupplung
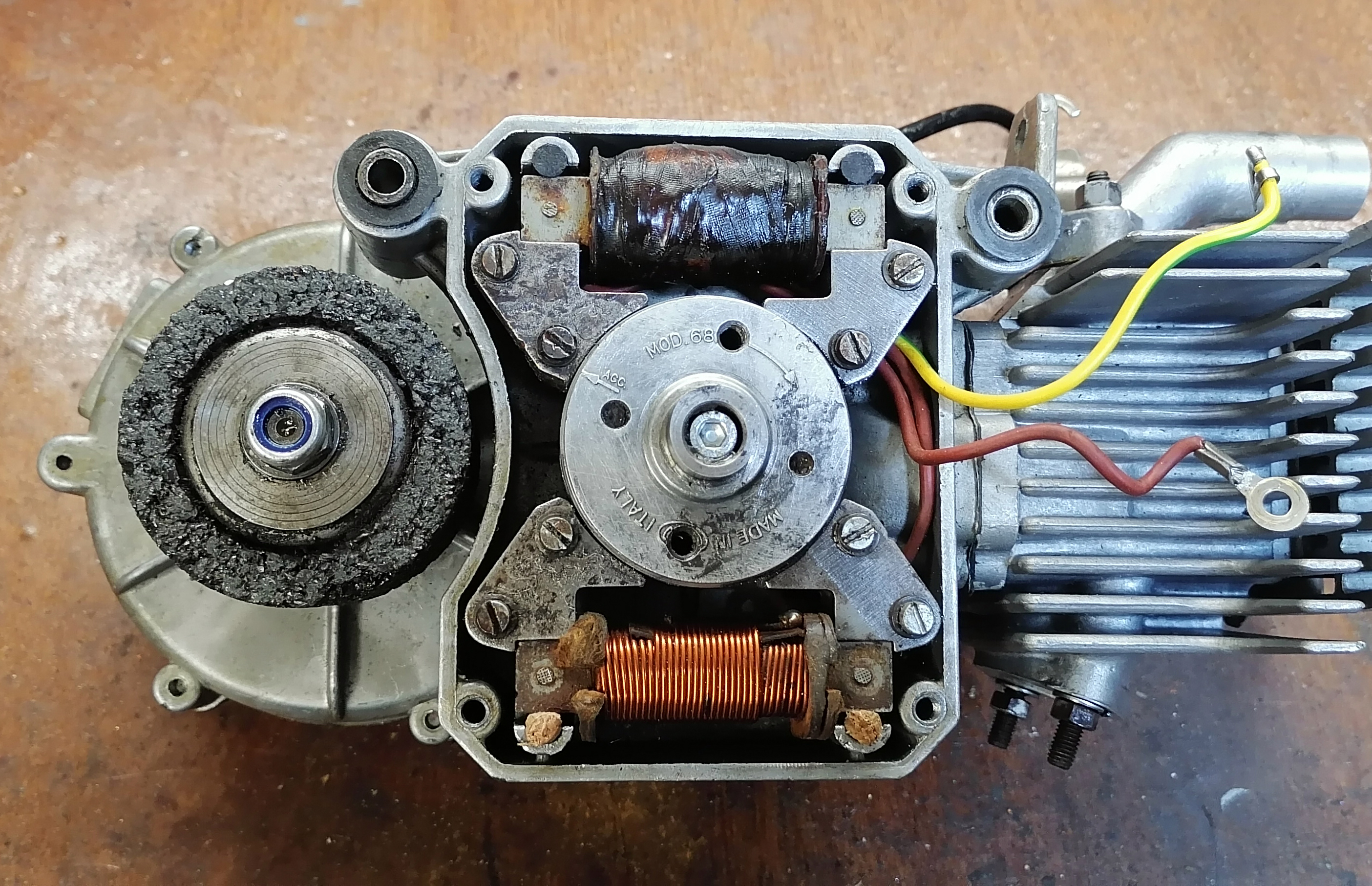
Die Zündspule (oben) über dem Innenläuferrotor (Mitte) überhitzt sehr leicht, was oft zu Ausfall der Zündung führt.

|                       | Super-Mosquito/Falt-Mofa                                            | City-Bike (Miniped)                                        |                                |
| --------------------- | ------------------------------------------------------------------- | ---------------------------------------------------------- | ------------------------------ |
| Baujahre              | 1968 bis 1974                                                       | 1972 bis 1974                                              |                                |
| Motor                 | fahrtwindgekühlter Einzylinder-Zweitaktmotor                        | fahrtwindgekühlter Einzylinder-Zweitaktmotor               |                                |
| Ladungswechsel        | Umkehrspülung                                                       | Umkehrspülung                                              |                                |
| Bohrung × Hub         | 38 × 31 mm                                                          | 38 × 31 mm                                                 |                                |
| Hubraum               | 34 cm³                                                              | 35,1 cm³                                                   | 35,1 cm³                       |
| Verdichtung           | 6,5 : 1                                                             | 7,15 : 1                                                   | 7,15 : 1                       |
| Nennleistung          | 0,65 PS (0,5 kW) bei 4700/min später: 0,75 PS (0,6 kW) bei 5200/min | 0,75 PS (0,6 kW) bei 5200/min                              |                                |
| max. Drehmoment       | n. b.                                                               | n. b.                                                      |                                |
| Gemischaufbereitung   | Dell’Orto-Flachschiebersteckvergaser SHA 14/9                       | Dell’Orto-Flachschiebersteckvergaser SHA 14/9              |                                |
| Schmierung            | Zweitaktgemisch 1 : 50 (1:33)                                       | Zweitaktgemisch 1 : 33                                     |                                |
| Zündung               | Schwunglichtmagnetzünder, kontaktgesteuert                          | Schwunglichtmagnetzünder, kontaktgesteuert                 |                                |
| Getriebe              | 1-Gang-Automatik                                                    | 1-Gang-Automatik                                           |                                |
| Kupplung              | automatische Fliehkraftkupplung (Centrimatic)                       | automatische Fliehkraftkupplung (Centrimatic)              |                                |
| Endantrieb            | Reibrolle (Hinterrad)                                               | Reibrolle (Hinterrad)                                      |                                |
| Rahmen                | offener Stahlrohrrahmen                                             | offener Stahlrohrrahmen                                    |                                |
| Maße (L × B × H)      | 1460 × 590 × 670 mm (Rahmen ohne Lenker- und Sattelstütze)          | 1140 × 590 × 550 mm (Rahmen ohne Lenker- und Sattelstütze) |                                |
| Radstand              | 930 mm                                                              | 810 mm                                                     | 810 mm                         |
| Sitzhöhe              | Variable                                                            | Variable                                                   | Variable                       |
| Felgengröße vorn      | 20″                                                                 | 12″                                                        | 12″                            |
| Felgengröße hinten    | 20″                                                                 | 12″                                                        | 12″                            |
| Bereifung vorn        | 20 x 1,75                                                           | 12 1/2 x 1,75 x 2 1/4 (62–203)                             | 12 1/2 x 1,75 x 2 1/4 (62–203) |
| Bereifung hinten      | 20 x 1,75                                                           | 12 1/2 x 1,75 x 2 1/4 (62–203)                             | 12 1/2 x 1,75 x 2 1/4 (62–203) |
| Bremsen vorn          | Felgenbremse Rücktrittbremse                                        | Trommelbremse                                              | Trommelbremse                  |
| Bremsen hinten        | Felgenbremse Rücktrittbremse                                        | Trommelbremse                                              | Trommelbremse                  |
| Leergewicht           | 24 kg                                                               | 30 kg                                                      | 30 kg                          |
| zul. Gesamtgewicht    | 130 kg                                                              | 130 kg                                                     | 130 kg                         |
| Tankinhalt            | 2,8 l                                                               | 2,25 l                                                     | 2,25 l                         |
| Höchstgeschwindigkeit | 25 km/h                                                             | 25 km/h                                                    | 25 km/h                        |
| Bordspannung          | 6 V                                                                 | 6 V                                                        |                                |
| Lichtmaschine         | 6 V – 18 W                                                          | 6 V – 18 W                                                 |                                |
| Stückzahl             | rd. 3000                                                            | n. b.                                                      |                                |